# 태풍 찬투 (2021년)
필리핀에서 슈퍼 태풍 키코(Super Typhoon Kiko)로 알려진 태풍 찬투(Chanthu)는 4월 태풍 수리개(Surigae)에 이어 2021년 전 세계에서 두 번째로 강한 열대 저기압이었다. 필리핀 카가얀 밸리 지역에 영향을 미쳐 2016년 태풍 메란티 이후 바타네스 주에 영향을 미치는 가장 강력한 태풍이 되었다. 2021년 태풍 시즌의 14번째 태풍이자 폭풍으로 명명된 29번째 열대 저기압인 찬투는 교란에서 유래되었다. 9월 5일 필리핀 섬의 동쪽 지역에서 그날 늦게 열대 저기압이 발생했다. 다음 날, 우울증은 9월 7일에 폭발적으로 강화되기 시작한 성숙한 열대성 폭풍으로 형성되었으며, 위성에 태풍의 눈이 나타나 급속도로 강화되는 폭풍의 특징을 나타냈다. 찬투는 9월 8일까지 사피어-심프슨 허리케인 등급에서 가장 높은 카테고리인 카테고리 5에 해당하는 슈퍼 태풍이 되었다. 이후의 눈벽 대체 과정으로 인해 강도 변동이 발생했지만 9월 10일 찬투는 루손섬 북동쪽 극북동쪽에서 1분간 지속되는 풍속 285km/h(180mph)로 최고조에 달했다. 태풍은 바부얀 제도(Babuyan Islands) 바로 근처를 통과한 후 약해졌지만 여전히 강력한 카테고리 5에 해당하는 슈퍼 태풍으로 바타네스(Batanes)의 이바나(Ivana)를 직접 통과했다. 찬투는 대만 동쪽을 통과하고 결국 중국 상하이 바로 동쪽에서 멈추면서 꾸준히 약해졌다. 폭풍은 결국 일본 나가사키 이키츠키 근처에 두 번째이자 마지막 상륙을 했고, 이후 일본의 산악 지형을 가로질러 9월 18일에 온대 저기압이 되었다. 그 후 찬투는 계속해서 동쪽으로 이동하고 남쪽으로 휘어져 9월 20일 소멸되었다. 에이온 벤필드에 따르면, 경제적 손실은 총 3천만 달러에 이르렀다.

## 같이 보기
- 태풍 제브
- 태풍 니다 (2004년)
- 태풍 노을 (2015년)
- 태풍 므란티 (2016년)
- 태풍 망쿳 (2018년)
- 태풍 난마돌 (2011년)
- 태풍 독수리 (2023년)